# Imaculada em Tiburtino (título cardinalício)
O título cardinalício da Imaculada em Tiburtino (Conceptionis Immaculatae Beatae Mariae Virginis ad viam Tiburtinam) foi instituido pelo Papa Paulo VI em 1969. A igreja titular deste título é Santa Maria Immacolata e San Giovanni Berchmans, no quartiere Tiburtino de Roma.

## Sede
A Igreja dedicada a Virgem Imaculada foi construída sob a inspiração do Papa São Pio X, em 1906 e concluída parcialmente em 1909, quando foi solenemente consagrada. Posteriormente a Paróquia também foi dedicada a São João Berchmans, santo jesuíta belga, em alusão a comunidade católica belga que contribuiu para a edificação daquele templo em Roma.

## Cardeais Titulares
|             | Nome                               | Período     | Notas       |
| Presidentes | Presidentes                        | Presidentes | Presidentes |
| ----------- | ---------------------------------- | ----------- | ----------- |
| 4º          | Raymundo Cardeal Damasceno Assis   | 2010-       | Atual       |
| 3º          | Ernesto Cardeal Corripio y Ahumada | 1979-2008   |             |
| 2º          | Reginald John Cardeal Delargey     | 1976-1979   |             |
| 1º          | Peter Thomas Cardeal McKeefry      | 1969-1973   |             |